# Ujazd, Hạt Koszalin
Ujazd [ˈujast] (tiếng Đức Wilhelmshöhe) là một ngôi làng thuộc khu hành chính của Gmina Bobolice, thuộc quận Koszalin, West Pomeranian Voivodeship, ở phía tây bắc Ba Lan. Nó nằm khoảng 9 kilômét (6 mi)   về phía tây của Bobolice, 33 km (21 mi) về phía đông nam Koszalin và 136 km (85 mi) về phía đông bắc của thủ đô khu vực Szczecin.
Trước năm 1945, khu vực này là một phần của Đức. Đối với lịch sử của khu vực, xem Lịch sử của Pomerania.
Làng có dân số 20 người.